# Serica humboldti
Serica humboldti är en skalbaggsart som beskrevs av Gordon 1975. Serica humboldti ingår i släktet Serica och familjen Melolonthidae. Inga underarter finns listade i Catalogue of Life.